# 1912 في النمسا
فيما يلي قوائم الأحداث التي وقعت خلال عام 1912 في النمسا.

## ظهور
- 17 نوفمبر – المسخ رواية من تأليف فرانتس كافكا.

## مواليد

### يناير
- 10 يناير – ماريا ماندل

### فبراير
- 9 فبراير – رودولف فيتلاسيل لاعب كرة قدم تشيكي.

### أبريل
- 8 أبريل – ألويس برونر

### يونيو
- 4 يونيو – إليزابيث كلوز مهندسة معمارية من الولايات المتحدة الأمريكية.
- 16 يونيو – فيليبالت شماوس لاعب كرة قدم ألماني.

### نوفمبر
- 20 نوفمبر – أوتو فون هابسبورغ سياسي ألماني.

## وفيات

### مايو
- 20 مايو – جورج وليام أمير هانوفر (مواليد 1880)